# Peter Bieri (écrivain)
Pour les articles homonymes, voir Peter Bieri et Bieri.
Peter Bieri, né le 23 juin 1944 à Berne et mort le 27 juin 2023 à Berlin, de son nom de plume Pascal Mercier, est un philosophe et écrivain suisse de langue allemande.

## Biographie
Peter Bieri étudie la philosophie, la philologie et les langues et les civilisations du sous-continent indien à Londres et à Heidelberg. Il se tourne ensuite vers la philosophie, matière qu'il enseigne en Allemagne. Titulaire de 1993 à 2007 de la chaire de philosophie des langues et de philosophie analytique de l'Université libre de Berlin, le grand public allemand le connaît surtout comme romancier.
Peter Bieri adopte en 1995 le pseudonyme « Pascal Mercier » pour son roman Le silence de Perlmann, suivi de L'accordeur de pianos en 1998. Il connait son plus grand succès littéraire en 2004, avec  Train de nuit pour Lisbonne, adapté pour le cinéma par Bille August en 2013 sous le même titre. Le roman est traduit dans plus de quarante langues. Après Lea (2007), Pascal Mercier publie son dernier ouvrage en 2020,  Le poids des mots. 
Plusieurs de ses romans sont traduits en français. 

## Œuvres

### Romans (sous le nom de plume de Pascal Mercier)
- Perlmanns Schweigen, Albrecht Knaus, München, 1995  (ISBN 3-442-72135-0). Traduction française : Le Silence de Perlmann, Buchet-Chastel, 2013  (ISBN 978-2-35580-026-9)
- Der Klavierstimmer, Albrecht Knaus, München, 1998  (ISBN 3-442-72654-9). Traduction française : L'Accordeur de pianos, 10/18, 2010  (ISBN 978-2264049704)
- Nachtzug nach Lissabon, Hanser, München, 2004  (ISBN 3-446-20555-1). Traduction française : Train de nuit pour Lisbonne, 10/18, 2008  (ISBN 978-2264045812)
- Lea, Hanser, München, 2007  (ISBN 978-3-446-20915-2). Traduction française : Léa, 10/18, 2012  (ISBN 978-2264054074). Prix Michel-Tournier, décerné le 2 avril 2011 lors du 11e Salon du Livre de la Haute Vallée de Chevreuse[3].
- Das Gewicht der Worte, Hanser, München, 2020.  (ISBN 978-3-446-26569-1).

### Publications philosophiques
- Zeit und Zeiterfahrung. Exposition eines Problembereichs. (Dissertation aus 1971). Suhrkamp, Frankfurt am Main 1972.
- Analytische Philosophie des Geistes. Hain, Königstein/Ts. 1981.
- Analytische Philosophie der Erkenntnis. Athenäum, Frankfurt am Main 1987.
- Das Handwerk der Freiheit. Über die Entdeckung des eigenen Willens. Hanser, München 2001  (ISBN 3-596-15647-5)
- Was bleibt von der analytischen Philosophie?. Deutsche Zeitschrift für Philosophie, 2007- Heft III, S.333-344.